# Gratxovka (Arkadak)
|  | Per a altres significats, vegeu «Gratxovka». |

Gratxovka (en rus: Грачёвка) és un poble de l'óblast de Saràtov, a Rússia, segons el cens del 2010 tenia 468 habitants. Pertany al districte municipal d'Arkadak.